# Uruscha (Ort)
Uruscha (russisch Уруша) ist eine Siedlung städtischen Typs in der Oblast Amur (Russland) mit 2959 Einwohnern (Stand 1. Oktober 2021).

## Geographie
Die Siedlung liegt in der sich nördlich des Amur erstreckenden Mittelgebirgslandschaft im Fernen Osten Russlands, etwa 530 Kilometer (Luftlinie) nordwestlich der Oblasthauptstadt Blagoweschtschensk. Durch den Ort fließt die gleichnamige Uruscha, ein linker Nebenfluss des Amur.
Uruscha gehört zum Rajon Skoworodino, dessen Verwaltungszentrum Skoworodino 70 Kilometer östlich liegt.

## Geschichte
Der Ort entstand um 1910 im Zusammenhang mit dem Bau der Amureisenbahn von Kuenga unweit Sretensk in Transbaikalien nach Chabarowsk. Die Bahnstrecke wurde auf diesem Abschnitt 1914 eröffnet. 1950 wurde der Status einer Siedlung städtischen Typs verliehen.

### Bevölkerungsentwicklung
| Jahr | Einwohner |
| ---- | --------- |
| 1959 | 5476      |
| 1970 | 4884      |
| 1979 | 5645      |
| 1989 | 4929      |
| 2002 | 4422      |
| 2010 | 3777      |
| 2021 | 2959      |

Anmerkung: Volkszählungsdaten

## Wirtschaft und Infrastruktur
In der Siedlung gibt es Betriebe der Forstwirtschaft und des Eisenbahnverkehrs.
Uruscha ist Station der Transsibirischen Eisenbahn (Streckenkilometer 7211 ab Moskau). Unweit südlich der Siedlung führt auch die auf diesem Abschnitt als letztes Teilstück der transsibirischen Straßenverbindung noch in Bau befindliche Fernstraße M58 Amur vorbei.